# 大卫之星会堂
大卫之星会堂（Magen David Synagogue）是一个叙利亚塞法迪犹太人的犹太会堂 位于纽约布鲁克林的班森贺社区。该会堂建于1920-1921年，在20世纪40年代, 50年代和60年代初最受欢迎，现在仍用于日常和安息日祷告。它是一座罗马式复兴风格的两层砖砌建筑，有各种砖石雕刻细节，圆拱形窗户和红色赤土陶瓦屋顶:3, 11
2001年，该建筑被纽约市地标保护委员会宣布为地标。2004年，该建筑列入国家史迹名录。